# Frederick Miller Endlich
Pour les articles homonymes, voir Miller.
Frederick Miller Endlich, né à Reading (Pennsylvanie) le 14 juin 1851 et mort le 17 juillet 1899 à Tucson, est un géologue et minéralogiste américain. 

## Biographie
Il obtient en 1870 un doctorat à Tübingen avec une thèse intitulée Das Bonebed Württembergs. En 1872, il devient minéralogiste à la Smithsonian Institution et de 1873 à 1879 il participe aux expéditions Hayden pour cartographier (géologiquement et topographiquement) les territoires de l'Ouest américain (Colorado, Wyoming, Utah, Idaho, Arizona, Nouveau-Mexique). 
Il a publié de nombreux articles sur l'exploitation minière et la géologie.
Il fait partie des membres fondateurs du Cosmos Club.
L'Endlichite porte son nom.

## Publications
- 1870 : Das Bonebed Württembergs, Tübingen.
- 1878 : Catalogue of Minerals found in Colorado, Washington D. C.
- 1880 : The Island of Dominica, American Naturalist.
- 1882 : Barbados, American Naturalist.
- 1892 : Manual of qualitative blowpipe analysis and determinative mineralogy, New York.